# 日本とペルーの関係
本稿では、日本とペルーの関係（にほんとぺるーのかんけい、日秘関係について述べる。
両国は共にアジア太平洋経済協力（APEC）、環太平洋パートナーシップ協定（CPTPP）及びアジア中南米協力フォーラム(FEALAC)に加盟している。

## 歴史

### 初期の関係
日本とペルーの関係はスペインがペルーを統治していた時代に始まる。スペインの商人や宣教師がメキシコのアカプルコやフィリピンのマニラからマニラ・ガレオンを用いた取引を介して知られていた。
マニラでは、スペイン人商人が日本人商人と取引し商品を当時のスペイン領アメリカに輸送していた。1821年、ペルーはスペインからの独立を宣言し、また19世紀半ばには日本が開国し、いくつかの国と外交関係を持つようになった。
正式な外交関係の樹立に先立って1872年6月、232人の中国人苦力を載せたペルー船「マリア・ルス」が、マカオからカヤオへ向かう途中に深刻な暴風雨に見舞われて損耗し、日本の横浜港に寄港した。港ではある中国人労働者が逃げ出して岸に飛び乗った。岸に着くと、労働者は重度の虐待について不平を言い、保護と船上での仲間の労働者の救助を求めた2人目の労働者が船から脱出した後、日本の当局は船に乗り込み、中国国民が非人道的な状況下で彼らの意思に反して拘束されていることを発見した。多くの人が誘拐され、ほとんどの人は最終目的地の場所を知らなかった。
日本の裁判所は「マリア・ルス」の船長、リカルド・エレーラを不正行為で国際法に違反したとして告発し、中国国民を解放した。1873年に入り、日本とペルーは日秘修好通商航海条約に調印して外交関係を正式に締結した。
1899年、790人の日本人移民が「佐倉丸」でペルーへと渡った。ほとんどの移住者はさまざまな農園で働くためにこの国にやってきた。 1936年までに、 23000人の日本人移民がペルーに移住した。第二次世界大戦中、ペルー人はリマで600人以上の日本人が住む家や企業を攻撃し、10人の日本人を殺害し数十人を負傷させた。1942年1月には、日本の真珠湾攻撃を受けて国交を断絶した。
その後まもなく、アメリカ合衆国からの圧力が強まったためペルーは危険な敵国人からラテンアメリカを守るため、1700人の日系ペルー人をアメリカに国外追放し、アメリカの収容所へと送った。戦後、ペルーは日本との国交を回復。
1953年7月28日のペルーの独立記念日には、昭和天皇がペルー大統領あてに祝電を送った。この祝電は1941年を最後に途絶えていたものを再開する形となった。さらに、1959年には岸信介首相が職員をペルーに派遣した。1961年には、ペルーの大統領マヌエル・プラド・イ・ウガルテチェがラテンアメリカの首脳で初めて日本を訪問した。

### マチュ・ピチュ
福島県大玉村出身の農民だった野内与吉は1917年にペルーに移民し、マチュ・ピチュまでの鉄道建設に携わったのを契機にマチュ・ピチュに移住し、マチュ・ピチュの発展に貢献した。
これを契機として、野内の出身である大玉村とマチュ・ピチュ村は友好都市提携を結んでいる。

### アルベルト・フジモリ大統領

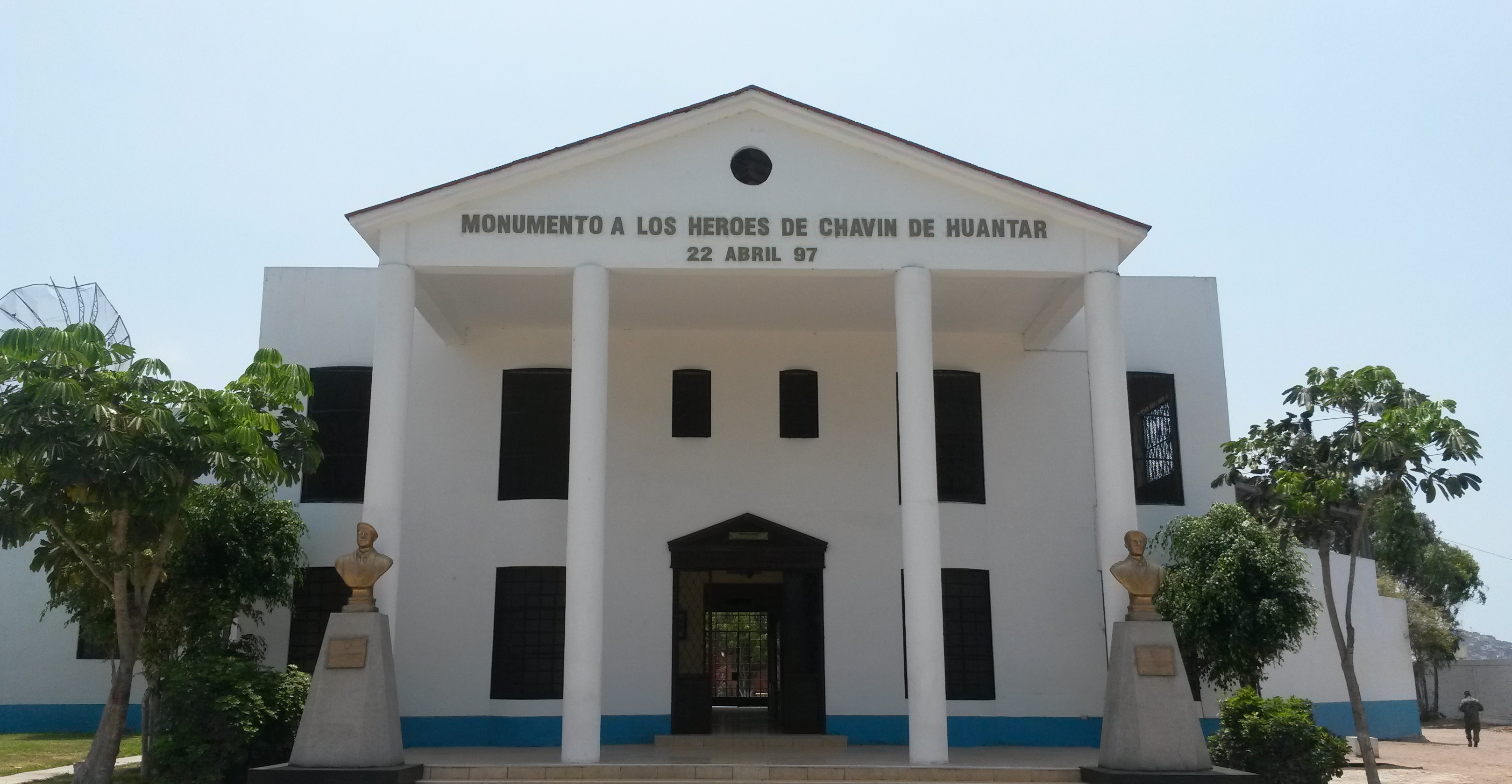
リマにある在ペルー日本大使公邸占拠事件のモニュメント

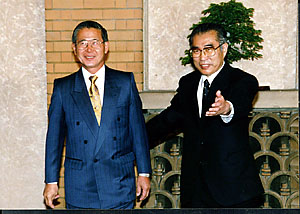
小渕恵三とアルベルト・フジモリ（1999年）

1990年7月に、アルベルト・フジモリは日系の人物で初めてペルーの大統領になった。
フジモリ大統領が選挙で選ばれた数か月後、何人かの日本人と日系ペルー人が攻撃され、センデロ・ルミノソとトゥパク・アマル革命運動という2つのゲリラグループによって誘拐または殺害された。1992年にはフジモリ大統領が日本を訪問した。
1996年12月27日、14人のトゥパク・アマル革命運動のメンバーがリマの日本大使公邸を襲撃し、今上天皇（当時）の63歳の誕生日を祝っていた400人以上の外交官僚及び軍関係者を人質に取った。彼らはフジモリ大統領がパーティーに出席すると思っていたが、大統領が出席していないと気づいた時、彼らはペルー政府に投獄されていた300人の同志の釈放を要求した。この事件は在ペルー日本大使公邸占拠事件 として知られるようになり、1997年4月22日にペルーの部隊が大使公邸に入り、14人のメンバー全員を殺害するまで続いた。この包囲の間に、最高裁判所裁判官のカルロス・ジュスティが作戦で死亡し、また2人の兵士が殺された。日本の首相橋本龍太郎は人質の解放についてペルーに感謝した。
2000年11月、フジモリ大統領はブルネイで開催される第12回APECのサミットに参加した。サミット後、彼は日本に移動し、腐敗スキャンダル問題で政治が混乱していたため東京から大統領職辞任の意をファックスで送信した。日本政府は、フジモリは日本国籍保持者であるため、日本滞在には何の問題もないとした。ペルー政府はアレハンドロ・トレド大統領のもと、20の刑事訴訟に掛けられたフジモリを引き渡すよう日本に要求したが、日本は拒否した。
2006年、フジモリは日本から出てメキシコ・チリへ向かっていたところを逮捕された。彼はペルーに戻って大統領に立候補することを試みていた。

### フジモリ以降
1990年代、日本は入国管理法を改正し、出稼ぎ移民の帰国・永住権取得を認めた。約6万人の日系ペルー人が日本へ帰国し、ブラジルに次ぎラテンアメリカ系で2番目に大きいコミュニティとなった。
2013年、日本・ペルーは国交140周年を祝った。

## 公式訪問

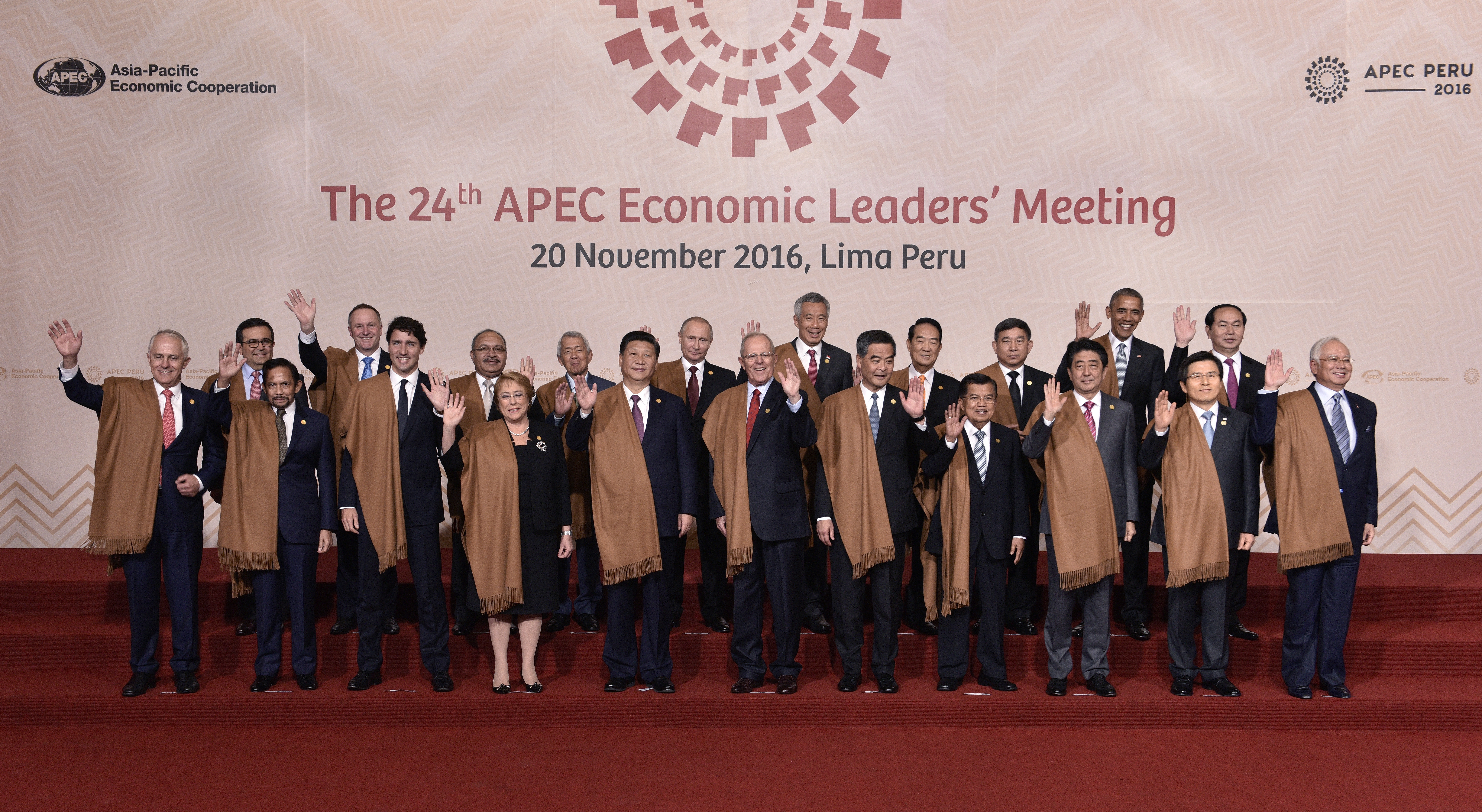
第28回APEC首脳会議に参加した、日本国首相の安倍晋三と、ホスト国・ペルー大統領のペドロ・パブロ・クチンスキ。

日本の皇族、および首相によるペルー訪問
- 皇族三笠宮崇仁親王 (1958)
- 首相岸信介 (1959)
- 皇太子継宮明仁親王[16] (1963, 1967)
- 首相鈴木善幸 (1982)
- 首相橋本龍太郎 (1996, 1997)
- 首相麻生太郎 (2008)
- 皇族常陸宮正仁親王 (2009)
- 皇族秋篠宮文仁親王[17] (2014)
- 首相安倍晋三 (2016)

ペルーの大統領による日本訪問

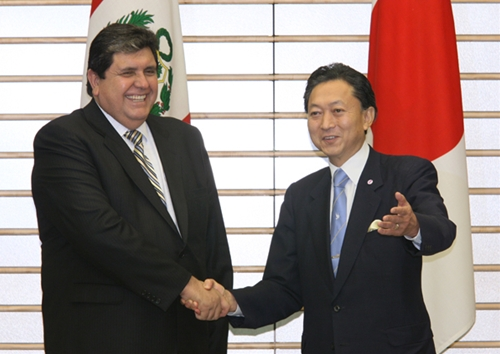
日本国首相の鳩山由紀夫と、ペルー大統領のアラン・ガルシア。

- 大統領マヌエル・プラド・イ・ウガルテチェ (1961)
- 大統領アルベルト・フジモリ (1992, 1995)
- 大統領アラン・ガルシア (2008, 2009, 2010)
- 大統領オジャンタ・ウマラ (2012)

## 二国間関係
日本とペルーは貿易金融協定(1949年)、ビザの撤廃に関する合意(1971年)、技術協力協定(1979年)、農業開発に関する協力協定(1987年)、投資の促進と保護に関する協定(2008年)、ペルーの遺跡保護に関する日本の寄付に関する協定(2016年)を結んでいる。

## 貿易
2013年、日本とペルーの貿易は35億ドルにのぼった。日本からペルーへは主に自動車、自動車部品、タイヤ、鉄鋼を輸出している。ペルーから日本へは主に銅、魚粉、銀、亜鉛を輸出している。同年、日本からペルーへの直接投資は2億3,800万ドルであった。
本田技研工業、ソニー、東芝、トヨタ自動車等の企業がペルーに進出している。
2010年、日本とペルーは経済連携協定に調印した。また、両国は環太平洋パートナーシップ協定に参加している。

## 在外公館
- 在ペルー日本大使館 - リマ[21]
- 駐日ペルー大使館 - 東京[22]
  - 在東京ペルー総領事館 - 東京
  - 在名古屋ペルー総領事館 - 名古屋

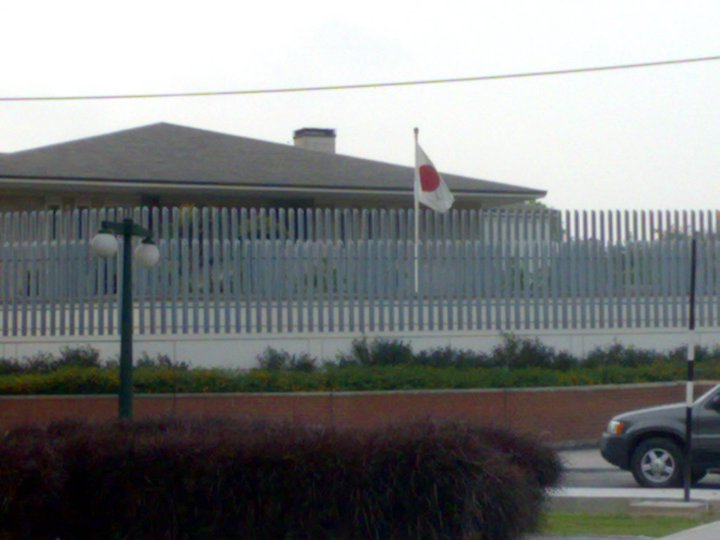
在ペルー日本国大使館
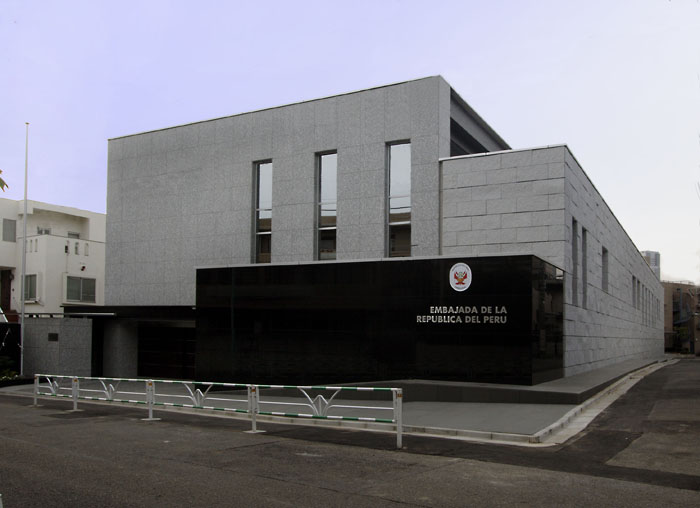
駐日ペルー大使館
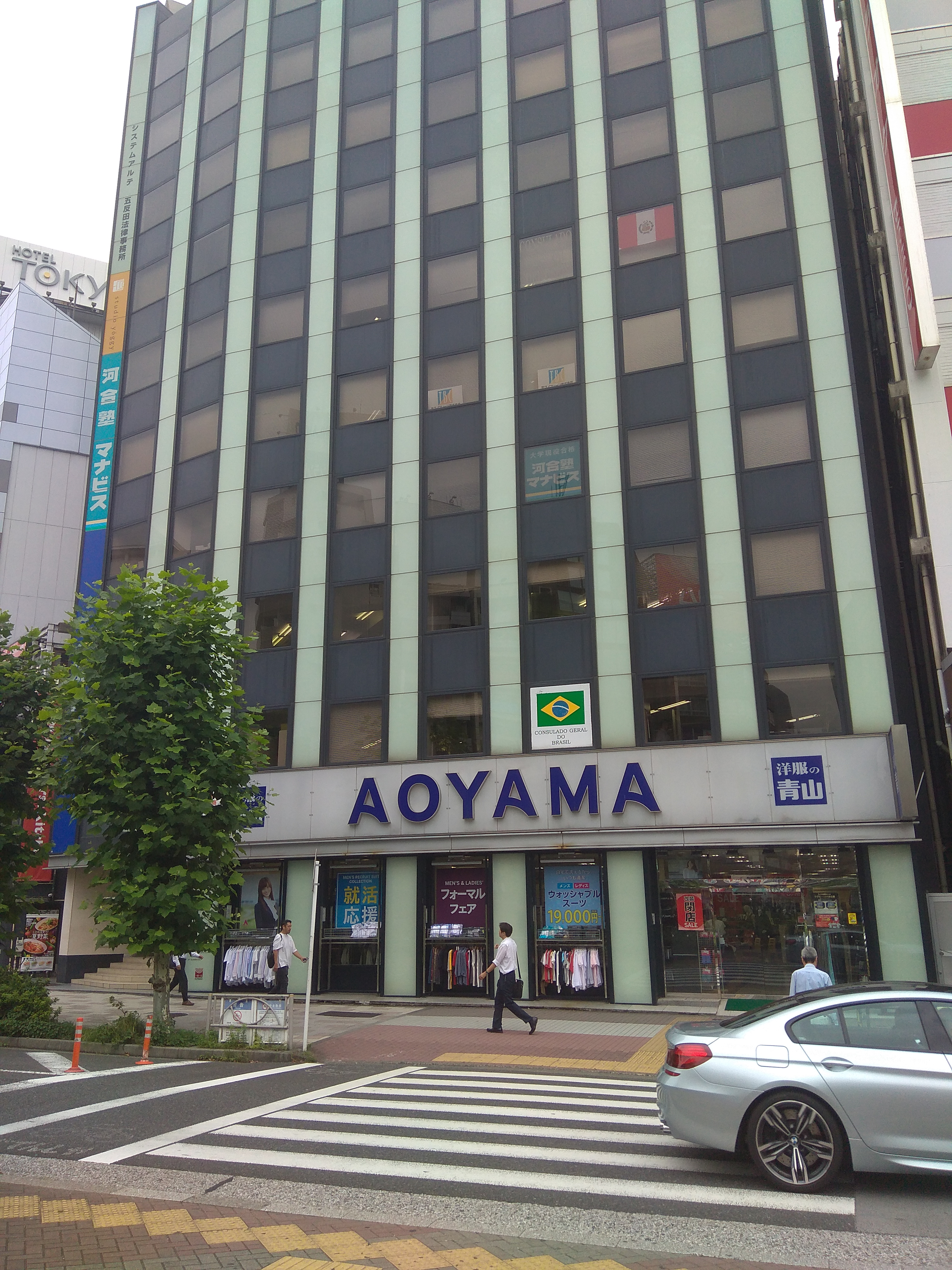
在東京ペルー総領事館
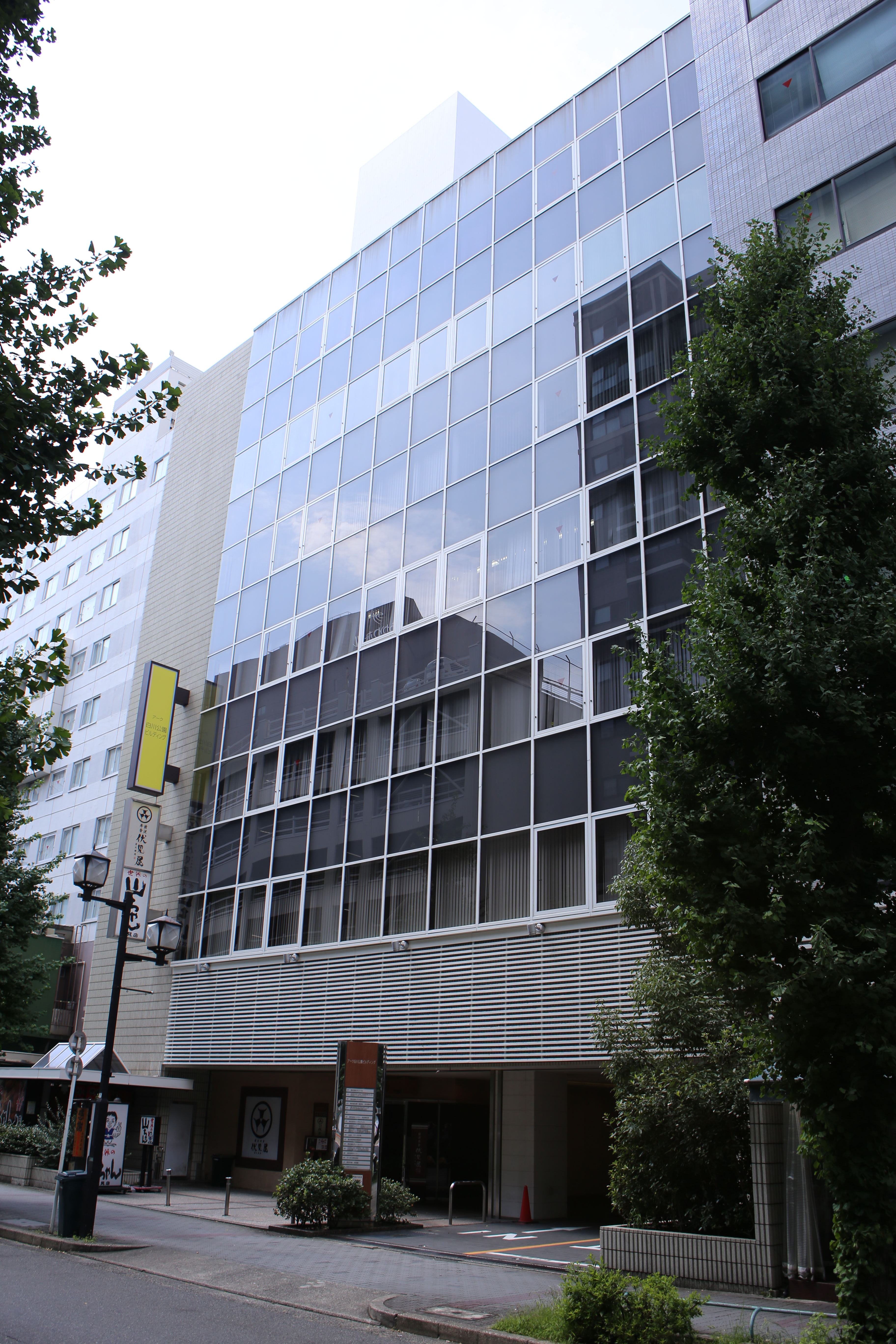
在名古屋ペルー総領事館

## 移住
南米で最初に日本人が移住した国である。
ペルーの首都リマにあるペルー日系人協会内には、ペルー日本人移住史料館「カルロス・千代照平岡」が存在する。